# Fino alla fine (film 2024)
Fino alla fine è un film thriller del 2024 diretto da Gabriele Muccino, liberamente ispirato al film tedesco Victoria di Sebastian Schipper.

## Trama
Palermo. Le Ristuccia, due giovani sorelle californiane, non si trovano d'accordo su come passare l'ultimo giorno di vacanza nel capoluogo siciliano: se Rachel, responsabile e un po' pedante, vuole vedere monumenti e opere d'arte, l'impulsiva Sophie preferisce svagarsi al mare. Sulla spiaggia di Mondello, conosce Giulio e i due, dopo alcune chiacchiere, una nuotata e qualche tuffo, scoprono di piacersi a vicenda e si baciano. Il ragazzo le presenta gli amici che frequenta: il leader del gruppo, che in onore di Vasco si fa chiamare Komandante, suo fratello Samba e Sprizz.
Nonostante Rachel tenti di dissuaderla dal frequentare sconosciuti, sua sorella è elettrizzata da queste nuove conoscenze e le segue in discoteca la sera stessa. È il compleanno di Sprizz, e i giovani bevono molto, girano per la città urlando, poi si spostano sulla barca di un loro amico dove consumano cocaina. Infine, mentre per i loro amici la baldoria prosegue, Giulio e Sophie fanno sesso.
A un certo punto Komandante riceve una telefonata: deve recarsi da alcuni malavitosi per farsi assegnare un incarico che estingua il debito contratto col loro capo Yuri. Questi esige quattro persone per il compito, così il ragazzo vuole portare con sé i suoi tre amici. Sophie, indispettita dal fatto che Giulio debba abbandonarla, esige di essere messa al corrente della situazione ed entra ufficialmente a farne parte quando Sprizz, in preda a una pesante ubriachezza, non si regge più in piedi e viene lasciato per strada. Yuri spiega ai quattro giovani che devono rapinare un furgone blindato e rubare i quattrocentomila euro in esso contenuti.
Mascherati e armati di pistole, con Sophie alla guida dell'auto, gli improvvisati delinquenti effettuano il colpo, poi recuperano Sprizz e si accingono a nascondersi attendendo di poter consegnare a Yuri la refurtiva, ma i Carabinieri li identificano e comincia quindi una folle corsa per le strade di Palermo, prima in macchina e poi a piedi, che prosegue fino a mattino inoltrato. Sprizz si dilegua, Komandante e Samba puntano le loro armi contro le forze dell'ordine e queste li uccidono; Giulio e Sophie si rintanano in un hotel di lusso dove lei, che nella concitazione degli eventi ha preso in mano le redini della faccenda, ha un'idea: prendono i vestiti di una coppia di clienti e, fingendosi eleganti turisti inglesi, eludono la sorveglianza riuscendo a scappare.
Giunti alla barca del loro amico, Sophie scopre che Giulio è stato ferito da un proiettile vagante e ha perso molto sangue. Il ragazzo muore poco dopo tra le braccia della ragazza, che piange per ore la scomparsa della sua nuova fiamma. Coi soldi ancora nello zaino, una sconvolta Sophie raggiunge l'aeroporto Falcone - Borsellino, sale sul volo per la California e qui ritrova Rachel, ignara dell'intensa notte vissuta da sua sorella.

## Produzione
Il film, diretto da Muccino, che ha curato anche la sceneggiatura insieme a Paolo Costella, è stato prodotto da Lotus Production con Rai Cinema, Adler e Ela Film, con un budget che ammonta a undici milioni di euro. Il progetto cinematografico è il primo del regista che affronta il genere del thriller.
Inizialmente il titolo doveva essere Here Now, rimasto titolo internazionale del film.

### Riprese
Le riprese del film si sono svolte prevalentemente nelle ore diurne per sette settimane da settembre 2023 nella provincia di Palermo, con scene localizzate principalmente nella città di Palermo e nella sua frazione di Mondello. Il film è stato girato sia in italiano che in inglese. A tal proposito, sul suo profilo Instagram Muccino ha spiegato:
«Nessun film nella storia del cinema è mai stato girato dagli stessi attori in due lingue diverse. [...] (questa affermazione è errata in quanto, ad esempio, nel 2009, il film Polytechnique di Denis Villeneuve è stato girato sia in inglese che in francese).
Era previsto che lo girassimo solo in lingua inglese. Ovvero lei interagiva con i ragazzi siciliani in inglese. Non volevo però perdere nella versione italiana l’incontro linguistico e culturale.
Se il film fosse stato doppiato, per convenzione, avrebbero parlato tutti in italiano. Ho allora avuto l’idea folle in cui nessuno credeva, di girare il film anche in italiano, ovvero una versione clonata a quella in inglese in cui lei, Sophie, la protagonista, avendo il personaggio origini italiane, interagiva con i ragazzi siciliani parlando in italiano. È nata così una doppia e pressoché identica versione italiana del film girando ogni singola inquadratura in doppia lingua.

Il risultato è strabiliante. Gli attori sono stati magnifici nel riuscire in questa impresa. Siamo persino riusciti a finire le riprese senza slittare di un giorno. E abbiamo così fatto due film al prezzo di uno. O quasi.»

## Colonna sonora
Tra le musiche vi è anche The Crisis, brano scritto e interpretato al pianoforte da Ennio Morricone, già utilizzato da Giuseppe Tornatore nel film La leggenda del pianista sull'oceano e da Muccino stesso nel suo Sette anime.

## Promozione
Il poster del film è stato pubblicato il 27 maggio 2024, mentre il primo trailer è stato diffuso sui social network il 4 luglio seguente.
Muccino ha accompagnato l'uscita del thriller con esclusivi dietro le quinte pubblicati su suoi profili social mostrando, per esempio, come si lavori durante le scene in acqua o alla guida e come giri un piano sequenza.

## Distribuzione
Il film è stato presentato in anteprima alla Festa del Cinema di Roma il 18 ottobre 2024 per poi essere nelle sale cinematografiche italiane il successivo 31 ottobre.

## Accoglienza

### Incassi
Ha debuttato alla decima posizione del botteghino nel fine settimana compreso fra l'1 e il 3 novembre 2024, con un incasso di 468511 €. Il film ha incassato 730975 €.

### Critica
Il film ha ricevuto recensioni miste dalla critica cinematografica.
Aldo Spiniello di Sentieri selvaggi riscontra che «all’inizio sembra voler raccontare l’ennesima crisi esistenziale destinata a esplodere nel dramma urlato, [...] ma poi si trasforma in tutt’altro, in un thriller esagitato», in cui la sceneggiatura «gioca con le aspettative disattese» e la recitazione risulta «urlata, sovraccarica, nevrotica, [...] per una volta i suoi personaggi assolvono deliberatamente al compito di essere semplici funzioni, puri vettori narrativi». Antonio Cuomo di Movieplayer.it scrive che la regia risulta «sicura, tensione e ritmo, anche laddove la scrittura è più incerta e avrebbe meritato un maggior approfondimenti».
In una recensione meno positiva, Federico Pontiggia del Cinematografo riporta che il film «non è un nuovo inizio, ma forse un compendio di tutto quello che Muccino senior è stato», definendolo una «ibridazione» tra «il dramma balnear-sentimentale con spauracchio di violenza carnale», concludendo che se «Muccino si limitasse a dirigere, senza scrivere, sarebbe meglio».